# Nikki Butterfield
Pour les articles homonymes, voir Butterfield.
Nikki Butterfield, née Egyed le 19 avril 1982 à Brisbane est une cycliste et triathlète professionnelle australienne, vainqueur sur Ironman 70.3 en 2011.

## Biographie

### Jeunesse
Nikki commence le triathlon en 2001 et devient la même année championne d'Australie juniors. En décembre 2003, elle est championne du monde espoirs en Nouvelle-Zélande et à Tiszaújváros avec Mirinda Carfrae et Pip Taylor, elle est championne du monde en relais féminin. En 2005, elle remporte le championnat d'Australie de triathlon longue distance et a atteint la cinquième place du championnat du monde longue distance.

### Carrière sportive
Entre 2005 et 2009, elle se consacre au cyclisme, où elle se place sur deux podiums aux championnats d'Australie (2007 et 2009) et remporte des victoires d'étapes sur le Tour de Bretagne, ainsi qu'une neuvième place à la Grande Boucle féminine en 2006. Après la naissance de sa fille en décembre 2010, elle reprend les compétitions de triathlon. En 2011, elle termine quatrième au championnat du monde sur longue distance et remporte une épreuve Ironman 70.3 à Syracuse à New York. En 2012, elle gagne le triathlon international d'Abou Dabi sur longue distance dans un temps de 7 h 0 min 22 s.

### Vie privée
Nikki est mariée au triathlète professionnel bermudien Tyler Butterfield depuis novembre 2008, ils ont ensemble deux enfants, une fille aînée et un garçon. Nikki Butterfield est diplômée d'un MBA finance en 2010.

## Palmarès triathlon
Le tableau présente les résultats les plus significatifs (podium) obtenus sur le circuit national et international de triathlon depuis 2003,,.
| Année | Compétition                                      | Pays       | Position           | Temps           |
| ----- | ------------------------------------------------ | ---------- | ------------------ | --------------- |
| 2015  | Ironman 70.3 Silverman                           | États-Unis | Médaille de bronze | 4 h 37 min 14 s |
| 2014  | Ironman 70.3 Mandurah                            | Australie  | Médaille de bronze | 4 h 3 min 48 s  |
| 2012  | Abu Dhabi International Triathlon                | Bahreïn    | Médaille d'or      | 7 h 0 min 22 s  |
| 2012  | Ironman 70.3 Syracuse                            | États-Unis | Médaille de bronze | 4 h 24 min 52 s |
| 2012  | Ironman 70.3 Boise                               | États-Unis | Médaille de bronze | 2 h 33 min 33 s |
| 2011  | Ironman 70.3 Syracuse                            | États-Unis | Médaille d'or      | 5 h 51 min 53 s |
| 2011  | 5150 Boulder                                     | États-Unis | Médaille d'argent  | 2 h 9 min 47 s  |
| 2011  | 5150 Klagenfurt                                  | Autriche   | Médaille d'argent  | 2 h 14 min 25 s |
| 2011  | 5150 Darmstadt                                   | Allemagne  | Médaille d'argent  | 2 h 5 min 9 s   |
| 2005  | Championnat d'Australie longue distance          | Australie  | Médaille d'or      | 4 h 37 min 14 s |
| 2003  | Championnat du monde par équipes féminines (ITU) | Hongrie    | Médaille d'or      | 1 h 11 min 11 s |

## Palmarès cyclisme
Cette liste présente les résultats les plus significatifs obtenus sur le circuit national et international de cyclisme sur route depuis 2003
- 2006
  - 1re et 2e étapes de Tour de Bretagne féminin
  - 2e du Prix de la Ville du Mont Pujols
- 2007
  - 2e du championnat d'Australie sur route
  - 3e de la Geelong World Cup (Coupe du monde)
- 2009
  - Dana Point Grand Prix
  - 3e du championnat d'Australie sur route

### Grands tours

#### Tour d'Italie
2 participations
- 2007 : 50e
- 2008 : 62e

#### La Grande Boucle
1 participation
- 2006 : 9e